# Підземелля і дракони: Честь злодіїв
«Підземелля і дракони: Честь злодіїв» (англ. Dungeons & Dragons: Honor Among Thieves) — художній фільм режисерів Джонатана Голдштейна та Джона Френсіса Дейлі. В основі сюжету — настільна рольова гра в стилі фентезі Dungeons & Dragons. Головні ролі у фільмі виконують Кріс Пайн та Мішель Родрігес. Компанія Paramount Pictures випустила фільм 3 березня 2023 року.
Фільм оповідає про групу невдах і вигнанців, які з різних причин об'єднуються заради спільної мети — викрасти Скрижаль воскресіння, що приводить їх до шансу стати справжніми героями та врятувати королівство.

## Сюжет
Бард Едґін Дарвіс перебуває в ув'язненні з варваркою Хольґою Кілгор за крадіжку та шахрайство. На засіданні суду Едґін намагається домогтися помилування та розповідає свою передісторію. Він належав до ордену миротворців Арфистів, поки Червоні маги не вбили його дружину. Він самотужки виховував дочку Кіру та познайомився в варваркою Хольґою, недовченим заклиначем Саймоном Омаром, рейнджером Форджем Фіцвільямом і таємничою чарівницею Софіною. Вони грабували багатіїв, поки не дізналися про сховану в фортеці Арфістів «Скрижаль воскресіння». Едґін хотів викрасти її, щоб повернути до життя дружину, але потрапив із Хольґою під дію закляття «сповільнення часу» Софіни під час утечі. Скрижаль забрав Фордж, пообіцявши піклуватися про Кіру.
Один з суддів, ааракокра Джарнатан, запізнюється, і Едґін всіляко затягує свою промову. Коли він нарешті з'являється, Едґін і Хольґа чіпляються за нього та вистрибують у вікно. Опинившись далеко від в'язниці, обоє тікають до міста Невервінтер.
Втікачі дізнаються, що Фордж став лордом Невервінтера після того, як його попередник заснув непробудним сном. Фордж приймає Едґіна й Хольгу та влаштовує їм зустріч із Кірою. Але дівчинка не рада появі батька, бо Фордж переконав її, що Едґін покинув дочку заради грошей. Потім він схоплює Едґіна з Хольґою в пастку за допомоги Софіни, котра виявляється Червоним магом.
Софіна наказує стратити Едґіна й Хольгу, але їм вдається втекти. Едґін вирішує повернути собі Скрижаль воскресіння й довести дочці, що він хотів врятувати її матір. Для цього Едґін і Хольґа розшукують Саймона, що живе з кишенькових крадіжок, і друїдку Дорік, чия лісова громада бореться з вирубкою лісу за наказом Форджа. Позаяк Саймон раніше невдало залицявся до Дорік, вони не ладнають, але нагода помститися Форджу спонукає друїдку приєднатися до групи.
Перетворившись на муху, Дорік проникає в замок Форджа, та виявляється, що скарбниця, в якій лежить Скрижаль, перебуває під сильним магічним захистом. Саймон припускає, що чарівна реліквія, «Шолом роз'єднання», може розвіяти магію. Проте шолом був утрачений під час битви за участю предків Хольґи. Саймон пропонує скористатися чарівним амулетом, який змусить мерців відповісти на п'ять запитань. Вони їдуть на старе кладовище, де з розповідей мерців з'ясовується, що шолом забрав Зенк Єндар, паладин, який утік зі своєї країни Тея, коли Червоні маги перетворили його народ на армію невмерлих.
Зенк — знаменитий герой, утім геть позбавлений почуття гумору. Він сховав шолом у підземеллі та погоджується передати його, якщо Едґін поклянеться роздати будь-яку отриману винагороду людям. Саймон випадково руйнує міст, який був єдиним шляхом. Але потім виявляється, що в Хольґи є чарівний посох, отриманий від її колишнього чоловіка, здатний телепортувати будь-що в межах видимості. Коли шолом вдається отримати, нападають асасини, послані Софіною. Несподівано на обидві сторони нападає товстий дракон Тембершод, який заганяє втікачів у пастку. Проте Саймон користується магією, щоб врятувати загін.
Саймону важко оволодіти силою шолома, бо його власник, дух Саймонового предка, вважає нащадка недостойним. Тому команда придумує скористатися посохом, помістивши міжпросторовий портал на картину, що буде відвезена до скарбниці. Таким чином вони зможуть увійти туди з будь-якого місця, де є інший портал. Але план провалюється, коли картина падає (портал тепер веде в підлогу).
Саймон і Хольґа відволікають вартових, щоб силою пробитися до скарбниці. Саймон сперечається зі своїм предком і вдаряє його, чим доводить рішучість і гідність носити шолом. Саймон розвіює чари, що захищають скарбницю, але на розчарування крадіїв, там виявляється порожньо. Їх усіх схоплюють і кидають на арену, одягнувши антимагічні браслети.
Їм вдається втекти з арени, сховавшись у пастці — желейному кубі, який після бою вирушає в підземелля. Звідти крадії вибираються до пристані, де стоїть корабель Форджа з усіма скарбами. Фордж має намір втекти разом з Кірою. Едґін переконує дочку, що любить її та забирає на корабель. Відпливши, крадії бачать, що Софіна готується перетворити всіх глядачів на арені на невмерлих. Едґін згадує про свою клятву й повертає корабель до Невервінтера. Саймон користується посохом, щоб телепортувати скарби Форджа за арену. Глядачі біжать збирати їх і так уникають долі стати жертвами Софіни.
Обурена своєю поразкою, Софіна атакує групу та по черзі перемагає усіх. Але Кіра непомітно одягає їй антимагічний браслет, позбавляючи здатності чарувати. Дорік перетворюється на сововедмедя та добиває лиходійку. Та Хольґа виявляється смертельно поранена. Тоді Едґін використовує Скрижаль воскресіння, щоб оживити Хольґу, визнаючи, що хотів повернути дружину лише заради себе, тоді як Хольґа стала справжньою частиною їхньої родини. Дорік погоджується зустрічатися з Саймоном.
Старий лорд Невервінтера прокидається та винагороджує рятівників міста, а Форджа відправляють до в'язниці. Згодом той намагається випросити собі помилування, як це раніше робив Едґін. Він пробує повторити його трюк, але тепер вікно виявляється замурованим.

## У ролях
- Кріс Пайн — Едґін Дарвіс, бард
- Мішель Родрігес — Хольґа Кілґор, варвар
- Джастіс Сміт — Саймон Омар, чаклун
- Софія Лілліс — Дорік, друїд
- Реге-Жан Пейдж — Зенк Єндар, паладин
- Г'ю Ґрант — Фордж Фіцвільям, пройдисвіт
- Дейзі Гед — Соня
- Хлоя Коулман — Кіра Дарвіс, донька Едґіна
- Джейсон Вонг — Дралас
- Бредлі Купер — Марламін (камео)

## Виробництво

### Розробка
7 травня 2013 року компанії Warner Bros і Sweetpea Entertainment заявили про початок роботи над екранізацією рольової гри Dungeons & Dragons. Через два дні Hasbro подала позов, в якому говорилося, що компанія спільно з Universal Pictures залучила Кріса Моргана як сценариста і режисера. 3 серпня 2015 року, у той час як окружний суддя Доллі Джі закликала компанії Sweetpea Entertainment та Hasbro врегулювати суперечку про права, фільм Warner Bros вже перебував на стадії пре-продакшн. 31 березня 2016 року Роб Леттерман вів переговори про екранізацію сценарію написаного Джонсоном-Макголдріком, який 13 травня 2016 був затверджений як сценарист майбутнього фільму. У грудні 2017 року права на майбутній фільм перейшли до компаній Paramount Pictures, Sweetpea Entertainment та Allspark, дата прем'єри була намічена на 23 липня 2021. У тому ж році Джо Манганьєлло, пристрасний шанувальник рольової гри, взяв на себе завдання пожвавити процес екранізації. Актор повідомив, що вів переговори про права на створення фільму і мав написати сценарій спільно з Джоном Касселем.
У березні 2019 стало відомо, що Майкл Джилліо закінчив переписувати сценарій Джонсона-Макголдріка, і керівники студії схвалили цей варіант сценарію. Студія розпочала підбір акторів. 30 липня 2019 року Джонатан Голдштейн та Джон Френсіс Дейлі були затверджені як режисери майбутнього фільму. До січня 2020 дует кінематографістів оголосив, що вони написали у співавторстві новий проєкт сценарію. 6 травня 2020 року було оголошено, що Голдштейн та Дейлі напишуть сценарій до майбутнього фільму.
27 червня 2016 року Ансель Ельгорт вів переговори про роль у фільмі, режисером якого мав стати Леттерман. У грудні 2020 року Кріс Пайн отримав головну роль у фільмі Мішель Родрігес, Реге-Жан Пейдж та Джастіс Сміт приєдналися до проєкту в лютому 2021 року У березні до них приєднаються Г'ю Грант та Софія Лілліс, а наступного місяця стало відомо, що Г'ю Грант зіграє у фільмі антагоніста. У квітні до акторського складу приєдналася Хлоя Коулман. У травні до акторського складу приєдналися Джейсон Вонг та Дейзі Хед.

### Знімання
Знімання розпочали на початку квітня 2021 року, знімальна група в Ісландії налічувала 60-70 осіб. Основне знімання почали в Белфасті наприкінці квітня. Режисер Джон Френсіс Дейлі оголосив, що знімання завершили 19 серпня 2021.

## Реліз
Спочатку прем'єра фільму мала відбутися 23 липня 2021, але згодом дату перенесли на 19 листопада 2021, хоча спочатку в цей день збиралися випустити фільм «Місія нездійсненна 7», а потім знову перенесли, вже на 27 травня 2022 через пандемію COVID-19 У квітні 2021 року дата випуску була перенесена на 3 березня 2023.

## Сприйняття
«Підземелля і дракони: Честь злодіїв» зібрав на агрегаторі «Rotten Tomatoes» 90 % схвальних оцінок від критиків і 94 % від пересічних глядачів. На Metacritic середня оцінка складає 72 бали зі 100.
Згідно з Ніколасом Барбером із BBC, «„Підземелля і дракони: Честь злодіїв“ — не шедевр, але це тепла, оптимістична, невигадлива розвага, яка обов'язково буде популярною». Сюжету бракує послідовності, тому важко зрозуміти чого хочуть лиходії. Спецефекти нижчі сучасних стандартів, а стиль одягу й архітектури безладний. Разом з тим гумор добре вплетений до вигаданого світу, а Кріс Пайн є чудовим актором для своєї ролі.
Білдж Ебірі на сайті «Vulture» підсумував, що «Інші фільми могли б навчитися на цьому прикладі». «Підземелля і дракони: Честь злодіїв» виграє завдяки несерйозності в стилі «Монті Пайтон». Суть гри Dungeons & Dragons у пошуку предметів і саме це й роблять герої фільму: шукають чарівні речі серед купи фентезі-жаргонізмів. «Ви можете обміркувати, як саме це працює, або можете просто насолоджуватися приємним маренням».
Браян Лоурі з CNN описав, що «Сюжет неминуче має епізодичний характер, але у фільмі чудово вдалося швидко визначити характери персонажів». Добре підібраний акторський склад забезпечує перевершення очікувань, коли для розуміння сюжету не потрібно знати основи гри.